# Léonard Muret de Bort
Léonard Muret de Bort est un homme politique français né le 1er avril 1791 à Limoges (Haute-Vienne) et décédé le 11 mars 1857 à Paris, et issu d'une famille de l'ancienne bourgeoisie du Limousin.

## Biographie

### Famille
Il est le fils aîné de Léonard Muret de Bort (Limoges 1756 - Limoges 1820), négociant et juge au tribunal de commerce de Limoges, et de Catherine Brisset. 
Son aïeul Léonard Muret (1713 - 1796), bourgeois et marchand de Limoges, fils de Léonard Muret (1676 - 1718) marchand, et d'Isabelle Montegut, avait hérité en 1763 de la charge de conseiller secrétaire du roi de son beau-père François-Pierre Ardant (1685-1763). Il l'avait revendue en 1783 à Jacques Chenaud de Beaufort, et avec l'argent il avait acheté la seigneurie de Bort à Saint-Priest-Taurion à Guillaume Grégoire de Roulhac, maire de Limoges, qui venait d'en hériter de son oncle François de Roulhac, chanoine de Limoges, qui lui-même le tenait par héritages successifs de Joseph Descoutures (1590-1661), juge au Présidial de Limoge. Il fut représenté en 1789 par son fils aîné Pierre Muret à l'assemblée primaire de la noblesse de la Sénéchaussée de Limoges.
La filiation suivie de cette famille commence avec Pierre Muret (†1679), marchand bourgeois de Limoges, fils de Jeammet Muret, marchand, marié le 4 septembre 1636 à Limoges avec Marguerite Trottier, fille de Maurice Trottier, marchand maître fondeur à Limoges, et de Narde de Lavaud.
Il a pour descendants Pierre-Edmond Teisserenc de Bort.

### Activités
Il exploitait à Limoges une importante entreprise de roulage, devient fabricant de draps à Châteauroux et fournisseur aux armées, puis il est député orléaniste de l'Indre de 1834 à 1848, siégeant dans la majorité soutenant la Monarchie de Juillet. Il intervient surtout sur les questions de travaux publics.
En 1816, il avait acheté pour 205 000 Francs sur saisie de Joseph Teisserenc, père de son futur gendre, l'ancienne Manufacture royale de draps de Châteauroux (Indre), qui avait été fondée en 1751 avec privilèges royaux, et qui était tombée en faillite à cause de l'interruption des commandes de l'armée à la chute de l'Empire. En 1856, il la revend à Jean-Pierre Balsan.